# Albert Bogen
Albert Bogen (nacido como Albert Bógathy, 8 de abril de 1882-14 de julio de 1961) fue un deportista austríaco que compitió en esgrima, especialista en la modalidad de sable. Participó en dos Juegos Olímpicos de Verano en los años 1912 y 1928, obteniendo una medalla de plata en Estocolmo 1912 en la prueba por equipos.

## Palmarés internacional
| Juegos Olímpicos | Juegos Olímpicos   | Juegos Olímpicos | Juegos Olímpicos  |
| Año              | Lugar              | Medalla          | Prueba            |
| ---------------- | ------------------ | ---------------- | ----------------- |
| 1912             | Estocolmo (Suecia) | Medalla de plata | Sable por equipos |